# Caesalpinia angulata
Caesalpinia angulata är en ärtväxtart som först beskrevs av William Jackson Hooker och George Arnott Walker Arnott, och fick sitt nu gällande namn av Henri Ernest Baillon. Caesalpinia angulata ingår i släktet Caesalpinia och familjen ärtväxter. Inga underarter finns listade i Catalogue of Life.

## Bildgalleri

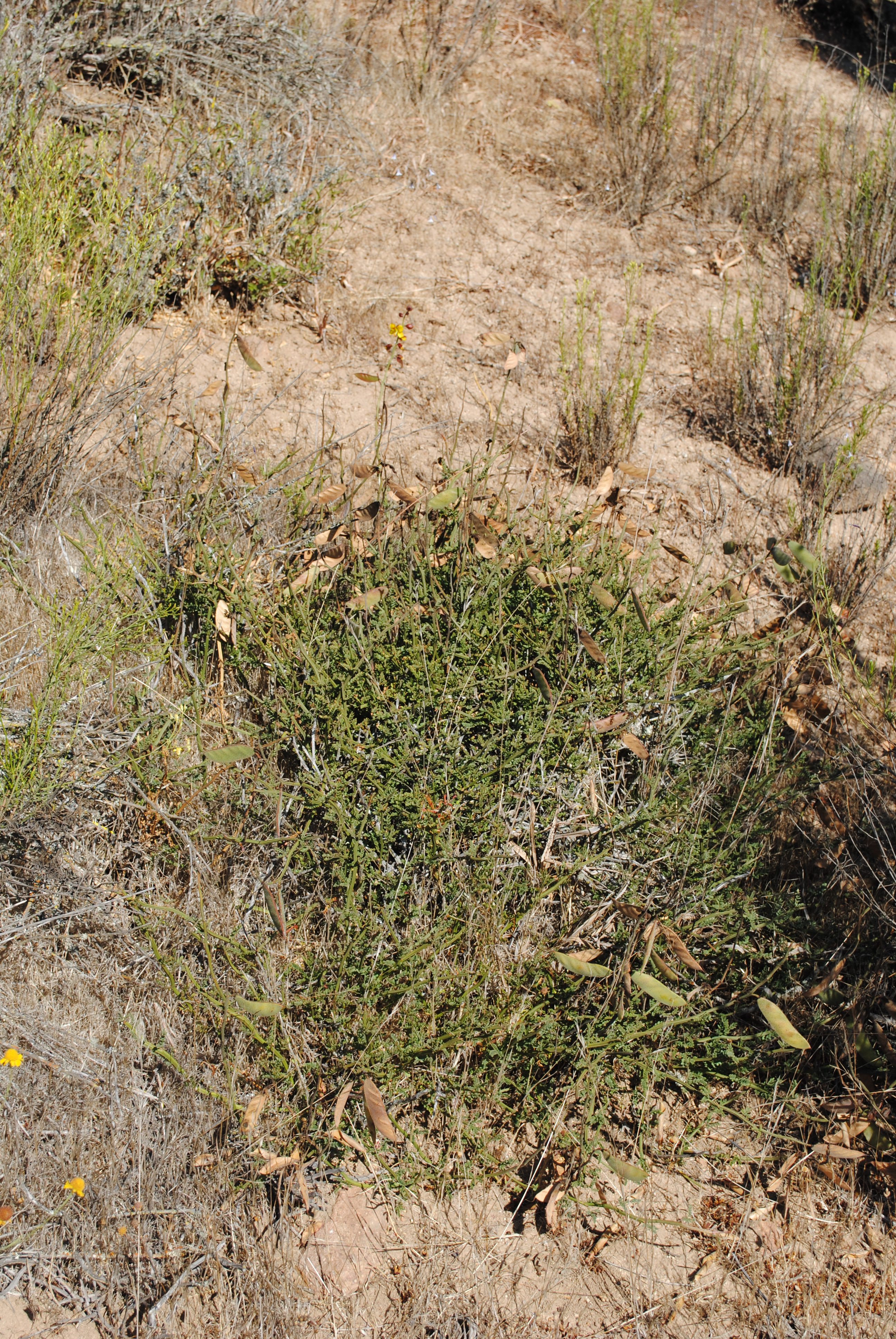
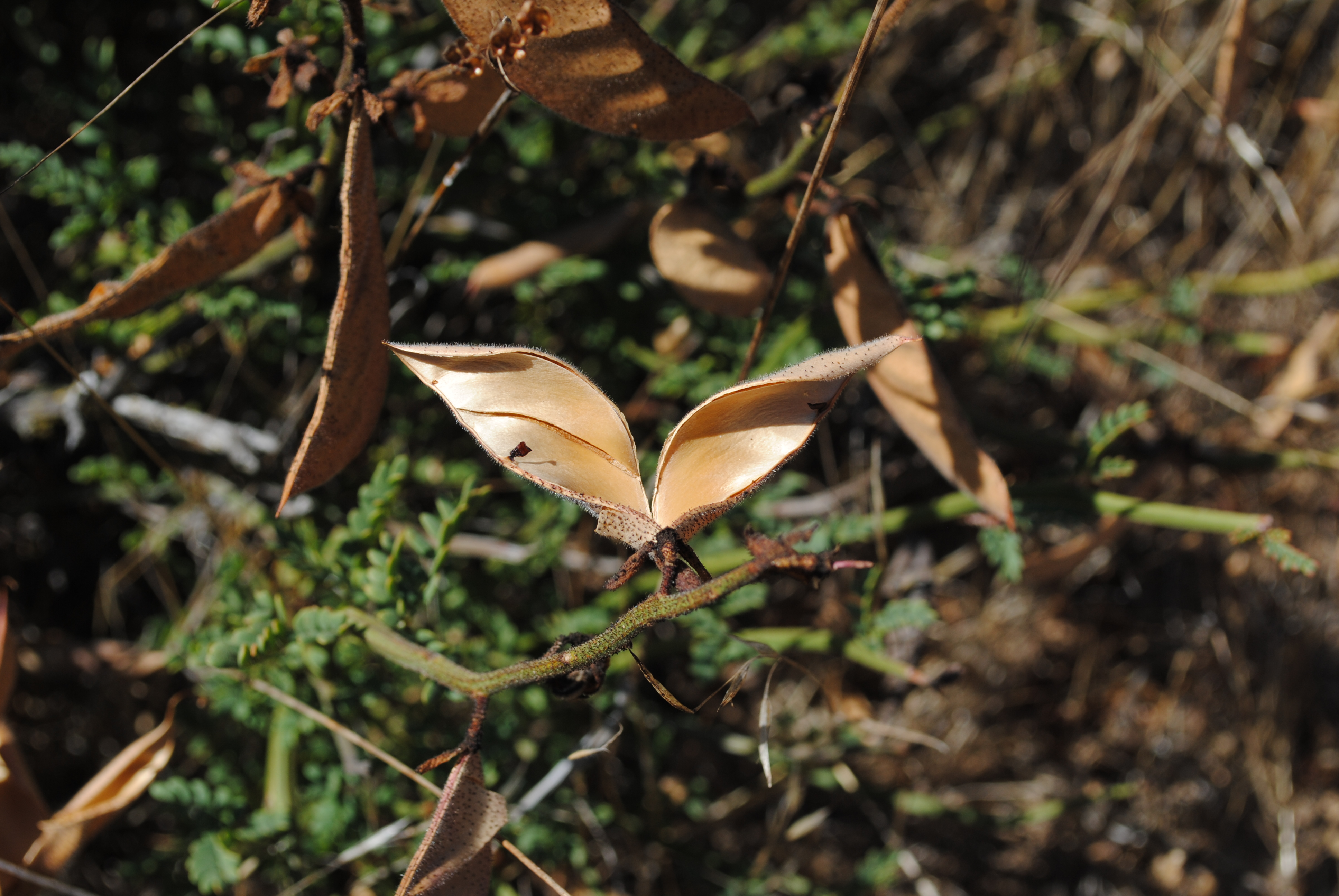
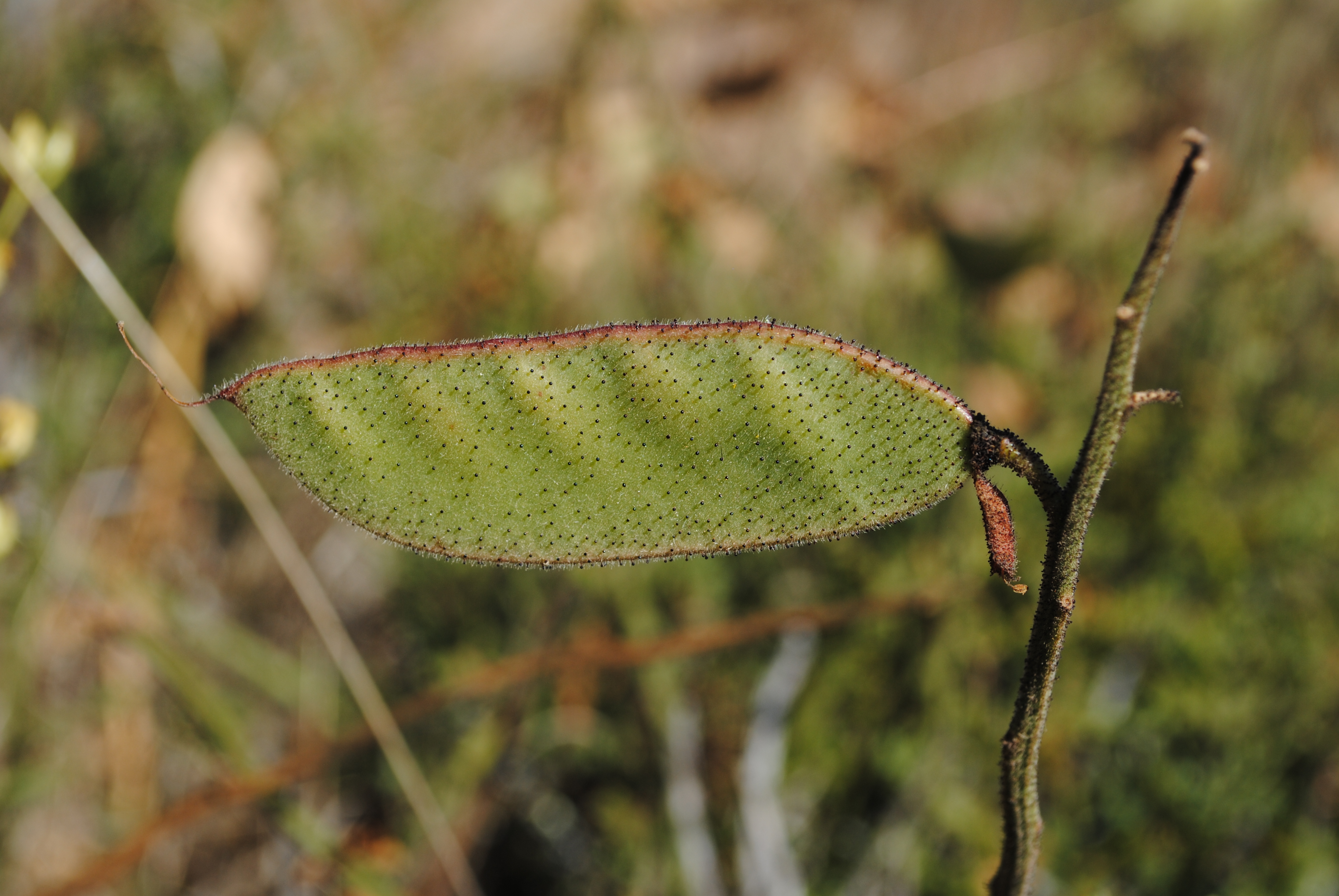
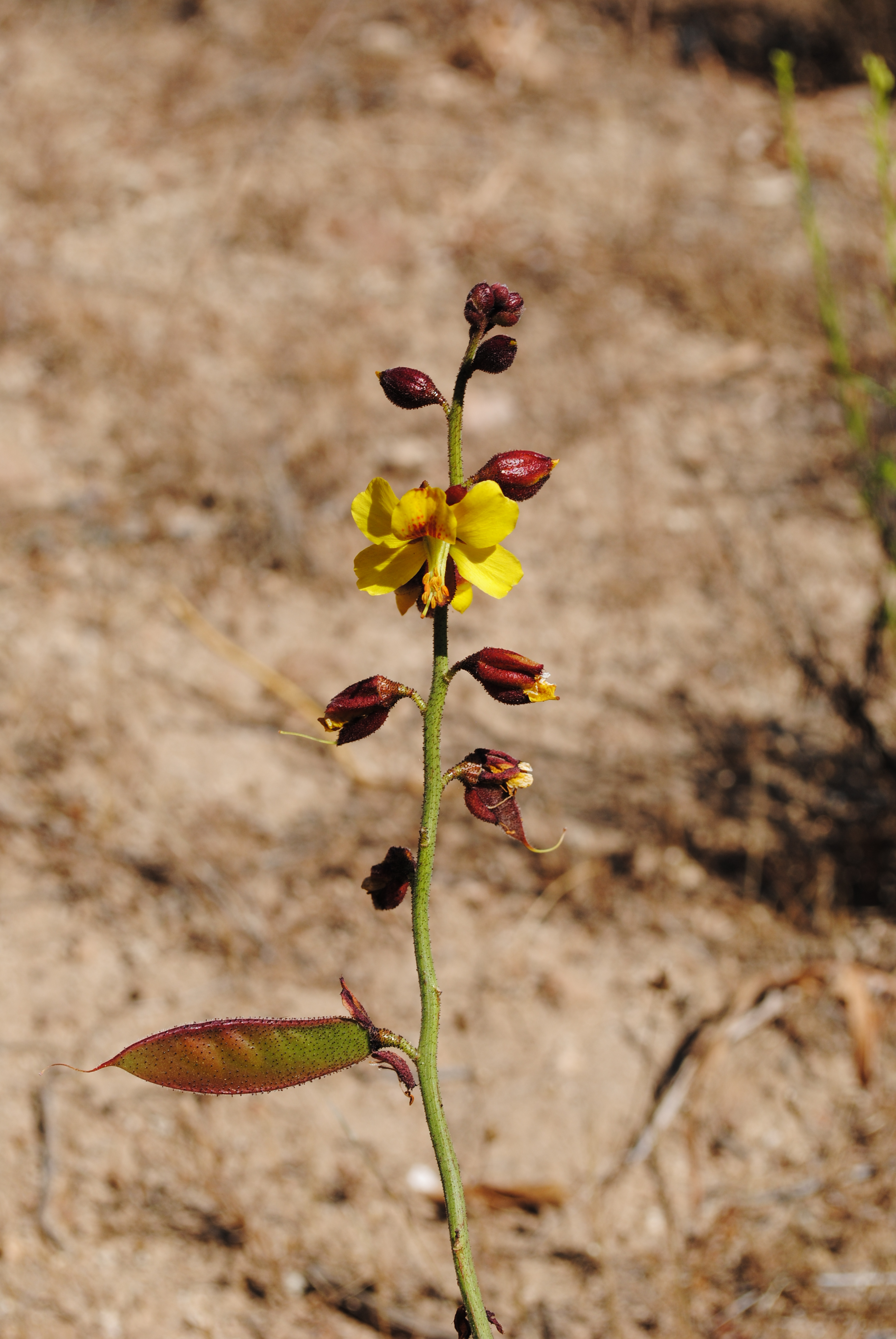